# ISO 3166-2:JP
ISO 3166-2:JP é a entrada na ISO 3166-2, parte do ISO 3166 padrão publicada pela Organização Internacional para Padronização (ISO), que define os códigos para os nomes das principais subdivisões do Japão (cujo código ISO 3166-1 alfa-2 é JP).
Atualmente são atribuídos códigos à 47 prefeituras. Cada código começa comJP-, seguido por dois dígitos (01–47, rudemente ordenados de norte a sul), que é o Normas Industriais Japonesas JIS X 0401 Código da prefeitura.

## Códigos atuais
Códigos e nomes de subdivisões são listados como na publicação oficial padrão pela ISO 3166 Maintenance Agency (ISO 3166/MA). Clique no botão no cabeçalho para classificar cada coluna.

Mapa do Japão com cada prefeitura marcada com a segunda parte do seu código ISO 3166-2 (com o código principal 0 omitido).

| Código | Nome da subdivisão (jp) | Nome da subdivisão (en) |
| ------ | ----------------------- | ----------------------- |
| JP-23  | Aichi                   | Aichi                   |
| JP-05  | Akita                   | Akita                   |
| JP-02  | Aomori                  | Aomori                  |
| JP-38  | Ehime                   | Ehime                   |
| JP-21  | Gifu                    | Gifu                    |
| JP-10  | Gunma                   | Gunma                   |
| JP-34  | Hiroshima               | Hiroshima               |
| JP-01  | Hokkaidô                | Hokkaido                |
| JP-18  | Fukui                   | Fukui                   |
| JP-40  | Fukuoka                 | Fukuoka                 |
| JP-07  | Fukushima               | Fukushima               |
| JP-28  | Hyôgo                   | Hyogo                   |
| JP-08  | Ibaraki                 | Ibaraki                 |
| JP-17  | Ishikawa                | Ishikawa                |
| JP-03  | Iwate                   | Iwate                   |
| JP-37  | Kagawa                  | Kagawa                  |
| JP-46  | Kagoshima               | Kagoshima               |
| JP-14  | Kanagawa                | Kanagawa                |
| JP-39  | Kōchi                   | Kochi                   |
| JP-43  | Kumamoto                | Kumamoto                |
| JP-26  | Kyôto                   | Kyoto                   |
| JP-24  | Mie                     | Mie                     |
| JP-04  | Miyagi                  | Miyagi                  |
| JP-45  | Miyazaki                | Miyazaki                |
| JP-20  | Nagano                  | Nagano                  |
| JP-42  | Nagasaki                | Nagasaki                |
| JP-29  | Nara                    | Nara                    |
| JP-15  | Niigata                 | Niigata                 |
| JP-44  | Ôita                    | Oita                    |
| JP-33  | Okayama                 | Okayama                 |
| JP-47  | Okinawa                 | Okinawa                 |
| JP-27  | Ôsaka                   | Osaka                   |
| JP-41  | Saga                    | Saga                    |
| JP-11  | Saitama                 | Saitama                 |
| JP-25  | Shiga                   | Shiga                   |
| JP-32  | Shimane                 | Shimane                 |
| JP-22  | Shizuoka                | Shizuoka                |
| JP-12  | Chiba                   | Chiba                   |
| JP-09  | Tochigi                 | Tochigi                 |
| JP-36  | Tokushima               | Tokushima               |
| JP-13  | Tôkyô                   | Tokyo                   |
| JP-31  | Tottori                 | Tottori                 |
| JP-16  | Toyama                  | Toyama                  |
| JP-30  | Wakayama                | Wakayama                |
| JP-06  | Yamagata                | Yamagata                |
| JP-35  | Yamaguchi               | Yamaguchi               |
| JP-19  | Yamanashi               | Yamanashi               |